# Ніккері
Ніккері (нід. Nickerie, МФА : [niˈkeːri]) - округ Суринаму, розташований на північно-західному узбережжі. Адміністративний центр - місто Ньїв-Ніккері, друге за розміром місто в країні. Інші міста округу — Вашода і Вагенінген.
Населення округу - 36 639 осіб (2004), площа - 5353 км².

## Територіальні суперечки
Відносини Суринаму з сусідньою Гаяною завжди були складними, і територіальні суперечки на півдні країни (іноді доходить до сутичок) означають, що шляхів з Суринаму до Гаяни не так вже й багато. Однак між містом Молсон-Крік і округом Ніккері ходить пором.

## Населення
За переписом населення 2012 етнічний склад населення провінції був такий:
| національність | кількість у % |
| -------------- | ------------- |
| індосуринамці  | 60,5%         |
| яванці         | 17,2%         |
| змішані        | 10,4%         |
| креоли         | 7,1%          |

## Економіка
Основні культури, вирощувані в Ніккері - банани і рис.